# 小田原市立城北中学校
小田原市立城北中学校（おだわらしりつ じょうほくちゅうがっこう）は、神奈川県小田原市栢山にある公立中学校。

## 概要
予鈴が無くとも授業時間を守れる学校を理念としているため、登下校時等、特定の時間しかチャイムが鳴らない。

## 沿革
- 1974年 - 建設工事着工。竣工。
- 1975年 - 開校。第1期生入学（泉中学校より2年生を転入、桜井小学校より新入生入学）。PTA、生徒会発足。制服、校章、校歌、校旗の制定。第2期工事着工。
- 1976年 - 第3学年が編成される。バックネット設置。
- 1977年 - 報徳小学校が新たに学区内に設置される（まだ新設だった為、報徳小学校からの新入生は無し）。同窓会設立総会開催。第3期工事着工。
- 1978年 - 新たに学区となった報徳小学校からの新入生を迎える。
- 1979年 - 同窓会総会開催。第4期工事着工。
- 1982年 - プール設置。
- 1984年 - 創立10周年記念式典開催。
- 1988年 - 学納金の自動振込み開始。
- 1991年 - コンピューター室設置。
- 1992年 - 週休2日制導入着手。
- 1999年 - 授業前のチャイムが廃止。運動会が1学期に行われるようになる。
- 2002年 - 週休2日制の導入完了。
- 2003年 - 合唱コンクールを松田町民文化会館にて開催。以降毎年行われている。
- 2004年 - 創立30周年記念式典開催。
- 2005年 - 教室に暖房器具設置。
- 2019年 - 教室に冷房器具設置。